# Dubnica (Kosjerić)
Dubnica (Servisch cyrillisch Дубница) is een plaats in de Servische gemeente Kosjerić. De plaats telt 142 inwoners (2002).